# Friedrich Widter
Friedrich Widter (* 30. Mai 1859 in Wien; † 8. Dezember 1944 ebenda) war ein österreichischer Lehrer, Kunsthistoriker und Maler.
Friedrich Widter, Sohn des Wiener Altertümersammlers Anton Widter, war als Mittelschullehrer, Fachinspektor (Schulrat) für den Zeichenunterricht an Mittelschulen und Lehrerbildungsanstalten, Dozent für heimatliche Kunstgeschichte und als akademischer Maler tätig. 
1890 erhielt er eine Stelle an der Fachschule für Holzindustrie in Bozen, darauf an der Fachschule für Tonindustrie in Znaim, 1893 an der Staats-Oberrealschule in Brünn. Später war er an der Franz-Josef-Realschule in Wien tätig.
Insbesondere hielt er an den Wiener Volksbildungshäusern Vorträge und Führungen zur heimatliche Kunstgeschichte und publizierte zu diesem Thema. Weite Verbreitung fanden seine Kunstwanderungen durch die Heimat.

## Veröffentlichungen
- Über unsere Sinnes- und Geistestätigkeiten beim Freihandzeichnen. Znaim 1892.
- Das Erlernbare im Freihandzeichnen nach der Natur. Brünn 1894.
- Kunstwanderungen durch die Heimat in Wort und Bild. Österreichische Verlagsgesellschaft Ed. Hölzel & Co., Wien 1920–1921.
  - 1. Ausflug. Pertoldsdorf, Brunn am Gebirge, Enzersdorf am Gebirge, Liechtenstein, Mödling. 1920.
  - 2. Ausflug. Gumpoldskirchen. Pfaffstätten. Tribuswinkel. Baden. 1920.
  - 3. Ausflug. Wiener-Neustadt, Emmerberg, Starhemberg. 1920.
  - 4. Ausflug. Fischamend, Petronell, Carnuntum, Deutsch-Altenburg, Hainburg. 1920.
  - 5. Ausflug: nicht erschienen.
  - 6. Ausflug. Grafenegg, Krems, Stein. 1920.
  - 7. Ausflug. Hadersdorf a. Kamp, Gobelsburg, Langenlois, Zöbing. 1921.